# Localizzatore sonar ad alta risoluzione

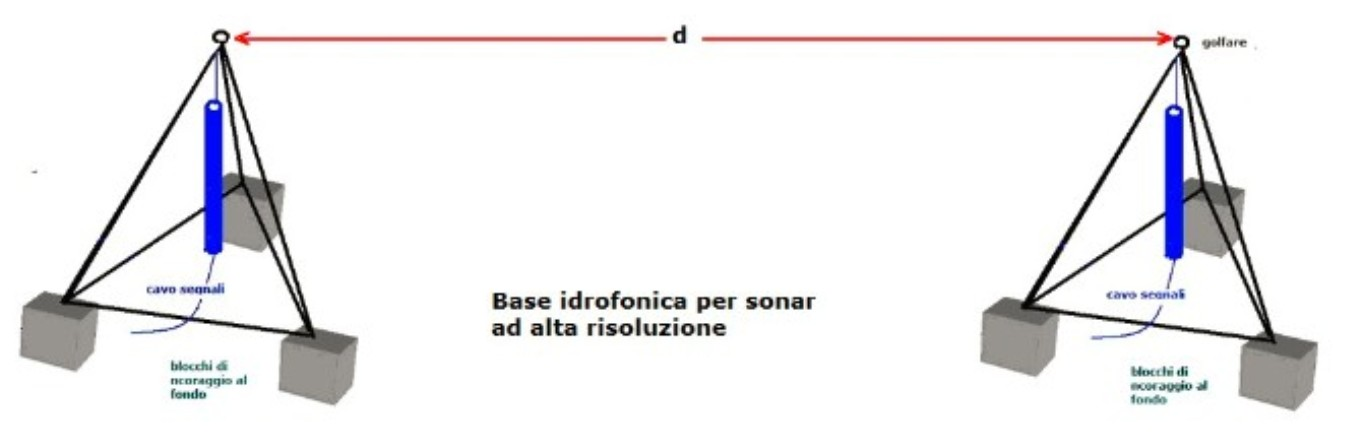
Base acustica per localizzatore ad alta risoluzione con due postazioni riceventi.

La localizzazione sonar ad alta risoluzione è stata studiata per la sorveglianza degli insediamenti navali al fine di scongiurare l’intrusione di semoventi ostili, sottomarini e mezzi di superficie.
I sistemi ad alta risoluzione  sono caratterizzati da basi acustiche   di notevoli estensioni   che consentono la scoperta della presenza contemporanea di bersagli, vicini tra loro, e molto lontani dalle postazioni di rilevamento.
L'alta risoluzione angolare s'identifica con la direttività molto spinta della base idrofonica; le basi in oggetto richiedono pertanto l'elaborazione dei segnali con sistemi particolari.
Per l'esplorazione contemporanea di metà dell'orizzonte subacqueo, l'arco rivolto verso il mare aperto, i sistemi super direttivi devono essere caratterizzati dall'impiego di fasci preformati.

## Risoluzione di due postazioni
Le caratteristiche di risoluzione angolare di due postazioni sono identificabili in una base idrofonica i cui segnali siano elaborati con i processi di correlazione:.
I processi sono validi nel presupposto che il rumore del mare sia irrilevante .
La funzione di correlazione {\displaystyle C(\tau )=C(a^{\circ },F,d)} che definisce la direttività di una base idrofonica rettilinea, impiegata per due sole postazioni, può essere calcolata con l'algoritmo :
{\displaystyle C(\tau )={\left[{\frac {\sin \ {(2\pi \cdot {F_{s}}\cdot \tau )}}{(2\pi \cdot {F_{s}}\cdot \tau )}}\right]}}
dove:
{\displaystyle {F_{s}}} = estremo superiore della banda  {\displaystyle 0-{F_{s}}} del ricevitore.
{\displaystyle \tau =d\cdot \sin \ (a^{\circ })/c} ritardo dell'onda acustica tra le due postazioni
{\displaystyle d=} lunghezza della base
{\displaystyle c=1530\ m/s} velocità media del suono in mare
La {\displaystyle C(\tau )} può definire una curva di direttività della base in correlazione tracciata ad esempio, per generiche variabili,  con la quale è possibile determinare la larghezza del lobo principale {\displaystyle \Delta \alpha ^{\circ }} misurata a {\displaystyle -3\ dB} sotto il picco massimo che definisce il valore limite della risoluzione angolare.

### Correlazione in banda di frequenze
Per calcoli delle funzioni di correlazione in banda di frequenze è disponibile un secondo algoritmo più complesso del precedente:
{\displaystyle C(\tau )={\left[{\frac {\sin {(2\pi \cdot DF\cdot \tau )}}{(2\pi \cdot DF\cdot \tau )}}\cos {(2\pi \cdot F_{o}\cdot \tau )}\right]}}
dove:
{\displaystyle DF} = metà della larghezza di banda del ricevitore che definisce i segnali.
{\displaystyle F_{o}} = frequenza media della banda.

## Variabili per le postazioni
Le variabili per le postazioni sono:
- Lunghezza
- Frequenza

Da dati sperimentali si è verificato che la lunghezza ottimale {\displaystyle [d]}, non deve essere superiore a {\displaystyle 1000\ m}.
Se l'ampiezza del sito da controllare è superiore a tale distanza devono essere utilizzate più postazioni.
Il campo delle frequenze di lavoro delle postazioni idrofoniche deve essere selezionato, sia in funzione delle portata di scoperta desiderate, sia dall'ampiezza voluta del {\displaystyle \Delta \alpha ^{\circ }}.
Per il calcolo di {\displaystyle \Delta \alpha ^{\circ }}  si deve procedere con la soluzione dell'equazione ottenuta uguagliando {\displaystyle C(\tau )} al livello di {\displaystyle -3\quad dB} sotto il massimo: {\displaystyle C(\tau )=0.707}, livello al quale deve corrispondere la larghezza {\displaystyle \Delta \alpha ^{\circ }} di {\displaystyle C(\tau )}.
Il
Essendo la funzione {\displaystyle C(\tau )} del tipo {\displaystyle {\left[{\frac {\sin {x}}{x}}\right]}} si può scrivere l'equazione trascendente in {\displaystyle x}:
{\displaystyle {\left[{\frac {\sin {x}}{x}}\right]}=0.707}
dove:
{\displaystyle x=2\cdot \pi \cdot {F_{s}}\cdot \tau }
La soluzione dell’equazione, per via iterativa o tabellare, porta a:
{\displaystyle x=1.4},  quindi
{\displaystyle x=2\cdot \pi \cdot {F_{s}}\cdot \tau } = {\displaystyle 1.4}
essendo:
{\displaystyle \tau =(d/c)\cdot \sin \ (a^{\circ })}  si ha:
{\displaystyle 2\cdot \pi \cdot {F_{s}}\cdot (d/c)\cdot \sin \ (a^{\circ })=1.4}
Quest'ultima equazione risolta in {\displaystyle a^{\circ }} come funzione della distanza {\displaystyle d} e della frequenza {\displaystyle {F_{s}}}, per {\displaystyle c=1530\ m/s}, porta alla seguente espressione di {\displaystyle \Delta \alpha ^{\circ }}; in gradi sessagesimali misurata a {\displaystyle -3\ dB} sotto al massimo:
{\displaystyle \Delta \alpha ^{\circ }=2\cdot a^{\circ }}= {\displaystyle 2\cdot \arcsin \ [341/({F_{s}}\cdot d)]\cdot (180^{\circ }/\pi )} 
Come si vede dall'espressione ottenuta il  {\displaystyle \Delta \alpha ^{\circ }} è tanto più piccolo quanto è elevato il valore della distanza {\displaystyle d} e/o della frequenza {\displaystyle {F_{s}}}; si avrà quindi la risoluzione angolare migliore per valori elevati delle variabili {\displaystyle d} e/o {\displaystyle {F_{s}}}.

## Esempio di calcolo della larghezza del lobo principale
Con l'algoritmo:
{\displaystyle \Delta \alpha ^{\circ }} = {\displaystyle 2\cdot \arcsin \ [341/({F_{s}}\cdot d)]\cdot (180^{\circ }/\pi )}
si calcola {\displaystyle \Delta \alpha ^{\circ }} per i seguenti valori:
{\displaystyle {F_{s}}=1000\ Hz}
{\displaystyle d=100\ m}
{\displaystyle \Delta \alpha ^{\circ }} = {\displaystyle 2\cdot \arcsin \ [341/(1000\cdot 100)]\cdot (180^{\circ }/\pi )} =  {\displaystyle 0.39^{\circ }}

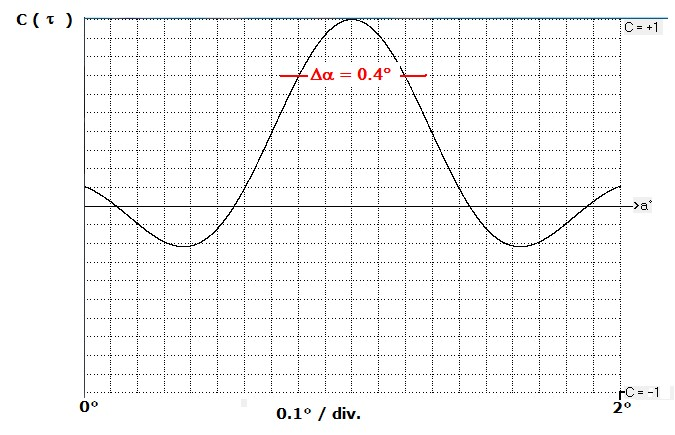
direttività in correlazione

Con le variabili dichiarate in precedenza si traccia la curva:
{\displaystyle C(\tau )={\left[{\frac {\sin {(2\pi \cdot {F_{s}}\cdot \tau )}}{(2\pi \cdot {F_{s}}\cdot \tau )}}\right]}}
dove {\displaystyle \tau =d\cdot \sin \ (a^{\circ })/c}
dal tracciato si evince la correttezza del calcolo:
la direttività in correlazione della base idrofonica che a {\displaystyle -3\ dB} sotto il massimo presenta un valore  {\displaystyle \Delta \alpha \approx 0.4^{\circ }} è congruente con gli {\displaystyle 0.39^{\circ }} ottenuti per via numerica.
Dall'angolo di risoluzione calcolato, {\displaystyle \Delta \alpha =0.39}°, si può risalire alla risoluzione spaziale  {\displaystyle \Delta sp} tra due bersagli che, ad esempio, emettano lo stesso livello di pressione acustica e siano posti alla distanza  {\displaystyle Dp=2000\ m}  dalla postazione:
{\displaystyle \Delta sp=\sin \ (\ \Delta \alpha \ )\cdot \ Dp\approx 14\ m}

## note
Annotazioni
1. ↑  L'estensione, {\displaystyle d} , tra una postazione e la contigua è stabilita con opportuni calcoli; il numero delle postazioni va da due a più
2. ↑  Nell'algoritmo il termine in coseno determina la frequenza delle oscillazioni, il termine in seno ne stabilisce la legge di variazione d'ampiezza.
3. ↑  Dalla larghezza di banda dipende l'acutezza del massimo; la larghezza di banda deve essere dimensionata in base alle esigenze tecniche del sonar.
4. ↑  Previsto l'impiego della {\displaystyle C(\tau )} più semplice
5. ↑  Il coefficiente {\displaystyle 341} è il risultato del calcolo:  {\displaystyle 1.4\cdot c/(2\cdot \pi )} per {\displaystyle c=1530\ m/s}

Fonti
1. ↑  Del Turco, pp. 287-291.
2. ↑  Urick, pp. 31-70.
3. ↑  Del Turco, pp. 17-43.
4. ↑  Del Turco, pp. 151-176.
5. ↑  Horton, pp. 57-65.
6. ↑  De Dominics, pp. 336-348.
7. ↑  Del Turco, p. 47.
8. ↑  Del Turco, pp. 45-47.